# 1970年の台風
1970年の台風（1970ねんのたいふう、太平洋北西部で発生した熱帯低気圧）のデータ。台風の発生数は26個であった。
日本には9個の台風が接近したが、うち3個が本土に上陸した。8月に上陸した台風9号により、鹿児島県名瀬市では最大瞬間風速78.9m/sを記録し、台風による最大瞬間風速としては歴代5位の記録となった。また、同じく8月に上陸した台風10号は、高知県を中心に大きな被害をもたらした。

## 月別の台風発生数
| 1月 | 2月 | 3月 | 4月 | 5月 | 6月 | 7月 | 8月 | 9月 | 10月 | 11月 | 12月 | 年間 |
| --- | --- | --- | --- | --- | --- | --- | --- | --- | ---- | ---- | ---- | ---- |
|     | 1   |     |     |     | 2   | 3   | 6   | 5   | 5    | 4    |      | 26   |

## 「台風」に分類されている熱帯低気圧

### 台風1号（ナンシー）
197001・01W

### 台風2号（オルガ）
197002・02W・デリン
6月29日にフィリピンのはるか東方で発生して典型的な放物線形の経路を取り、北東に進んで7月5日に紀伊半島に上陸したが、上陸後に急に進路を北西に振って関西を直撃し、折から大阪で開催中の日本万国博覧会を混乱させた。万博では、台風の影響で倒木や一部建物損壊、看板飛来による観客の負傷などが発生した。
この台風の最盛期の中心気圧は905hPaであった。これは、台風2号としては1951年の統計開始以降で1位タイ（1993年の2号と並ぶ）の勢力である。

### 台風3号（パメラ）
197003・03W・クラリン

### 台風4号（ルビー）
197004・04W・エマン

### 台風5号（サリー）
197005・05W

### 台風6号（06W）
197006

### 台風7号（テレーズ）
197007・07W

### 台風8号（ヴァイオレット）
197008・08W・ヘリン

### 台風9号（ウィルダ）
197009・09W・イリアン

### 台風10号（アニータ）
197010・11W

### 台風11号（ビリー）
197011・12W・ロレン

### 台風12号（クララ）
197012・13W

### 台風13号（ドット）
197013・14

9月2日に東経180度線（日付変更線）上で発生し、その後は東に進んだため、9月2日21時にだけ台風として存在していたが、それ以外は全て台風の範囲外で台風ではなかった。すなわち、台風としての寿命は0時間であった。このことから、この台風は統計史上最も寿命が短い短命台風とされている。

### 台風14号（エレン）
197014・14W・ノーミン

### 台風15号（フラン）
197015・15W・オヤン

### 台風16号（ジョージア）
197016・16W・ピタン

### 台風17号（ホープ）
197017・17W

### 台風18号（アイリス）
197018・18W

### 台風19号（ジョアン）
197019・19W・セニン

### 台風20号（ケイト）
197020・20W・ティタン

### 台風21号（ルイーズ）
197021・21W

### 台風22号（マージ）
197022・22W・ウディン

### 台風23号（ノラ）
197023・23W

### 台風24号（オパール）
197024・24W

### 台風25号（パッシー）
197025・27W・ヨリン

### 台風26号（ルース）
197026・28W